# Preben Mahrt
Preben Mahrt, född 28 juli 1920 i Hellebæk, död 19 december 1989, var en dansk skådespelare. 
Mahrt studerade vid Det kunglige Teaters elevskola 1939–1941. Han medverkade i den danska TV-serien Matador, där han spelade Albert Arnesen, innehavaren av Damernes Magasin.

## Filmografi i urval
- 1956 – Litet bo
- 1957 – Amor i telefonen
- 1959 – Vi är tokiga allihop
- 1960 – Eventyrrejsen
- 1964 – Den hvide hingst
- 1965 – Jag – en kvinna
- 1974 – I oxens tecken
- 1976 – Bel Ami
- 1977 – Huset på Christianshavn (TV-serie)
- 1978 – Matador (TV-serie)